# Pretty Soldier Sailor Moon
 (octobre 2019).
Si vous disposez d'ouvrages ou d'articles de référence ou si vous connaissez des sites web de qualité traitant du thème abordé ici, merci de compléter l'article en donnant les références utiles à sa vérifiabilité et en les liant à la section « Notes et références ».
Pretty Soldier Sailor Moon (美少女戦士セーラームーン) est un beat them all développé par Gazelle et édité par Banpresto, sorti sur borne d'arcade en 1995.

## Système de jeu
Le jeu propose de contrôler une des cinq héroïnes du manga de Naoko Takeuchi Sailor Moon. Chacune d'elles peut réaliser quelques enchaînements de coups et possède un sort spécial permettant d'atteindre tous les ennemis présents à l'écran.

## Équipe de développement
- Superviseur : Naoko Takeuchi, Fumio Osano
- Producteur exécutif : Kisaburoh Higashi
- Producteur : Johan Satoh
- Coordinateur : Toshifumi Kawashima
- Directeur : Hiroyuki Fujimoto
- Directeur artistique : Satoshi Iwataki
- Directeur artistique adjoint : Toshinobu Komazawa
- Graphismes : Junya Inoue, Mihoko Sudoh, Otokazu Eda, Yuhko Tataka, Shingo Ishikawa, Mikio Yamaguchi, Kumi Kayama, Noboru Inamoto Masayuki Ohsumi, Tohru Iwataki
- Superviseur de l'animation : Kensei Sasaki
- Directeur de l'animation : Kazuko Tadano
- Animateurs :Hiromi Matsushita, Studio Live
- Numérisation des animations : Miki Higuchi, Mutsuo Danki, Hiroko Koyano, Mayumi Onodera
- Musique : Seiichi Sakurai
- Effets sonores : Yoshitatsu Sakai
- Superviseur Hardware : Hideki Ikinaga
- Coordinateur Hardware : Kazuhisa Takasu
- Conception Hardware : Hiroyuki Nagayoshi
- Programmation : Hiroyuki Fujimoto
- Voix : 
  - Kotono Mitsuishi : Sailor Moon
  - Aya Hisakawa : Sailor Mercury
  - Michie Tomizawa : Sailor Mars
  - Emi Shinohara : Sailor Jupiter
  - Rika Fukami : Sailor Venus